# باول ألفونسي
باول ألفونسي (بالإنجليزية: Paul Alfonsi) هو سياسي أمريكي، ولد في 13 فبراير 1908 في بنسا في الولايات المتحدة، وتوفي في 22 نوفمبر 1989. انتخب عضو جمعية ولاية ويسكونسن (1958 – 1968) وانتخب عضو جمعية ولاية ويسكونسن (1932 – 1940).